# Adriano Mari
Pour les articles homonymes, voir Mari.
Adriano Mari est un homme politique né le 16 décembre 1813 à Florence et mort le 24 juillet 1887 à Fiesole.

## Biographie
Il est président de la chambre des députés du royaume d'Italie entre le 18 novembre 1865 et le 27 octobre 1867.

## Source de la traduction
- (it) Cet article est partiellement ou en totalité issu de l’article de Wikipédia en italien intitulé « Adriano Mari » (voir la liste des auteurs).